# Jett (personaje)
Han Sunwoo (en coreano; 한선우), más conocida como Jett es un personaje que pertenece al videojuego (creado por Riot Games), Valorant.

## Historia
Sunwoo Han es originaria de Corea del Sur, con posibles vínculos con el barrio Insa-dong de Seúl. En sus primeros años como cocinera, se vio envuelta en un incidente relacionado con sus poderes radiantes similares a los del viento en el restaurante en el que trabajaba, lo que provocó una "extraña tormenta" que prácticamente destruyó el edificio. Sunwoo huyó del lugar poco después.
Más tarde, Sunwoo fue reclutada por el Protocolo VALORANT para convertirse en su décimo agente, "Jett". Sin embargo, mientras trabajaba para el Protocolo, se produjo un incidente en Venecia que destruyó parte de la ciudad. Cuando las autoridades emitieron órdenes de arresto contra los autores, se descubrió que uno de ellos era exactamente idéntico a Jett. Aunque la propia Jett no tenía nada que ver con la misión, el resto del mundo creía que ahora era una amenaza para ellos. No podía explicar que no era ella a los que conocía fuera de VALORANT, incapaz incluso de entender lo que estaba pasando, y eso les hizo sentirse asqueados, horrorizados y avergonzados de ella, obligándola a huir una vez más.
Desde entonces se ha sabido que el doble era en realidad una versión de sí misma en otra Tierra, lo que exculpa a Jett de cualquier delito. Sin embargo, al no poder revelar ninguna información relacionada con el Protocolo VALORANT ni convencer a nadie de su inocencia en una población que no sabe nada de Tierras alternativas, Jett sigue siendo una de las radiantes más peligrosas para el resto del mundo.

## Personalidad
Jett es una agente agresiva con una personalidad distintiva y sarcástica. Jett también tiene una actitud descarada e infantil "en tu cara", a la que se ve habitualmente insultando por las hazañas que hace en el equipo y siempre está soltando su enorme cantidad de arrogancia. Su confianza en sí misma puede dar la sensación de que desprecia la seguridad de sus compañeros, pero ha reconocido que lo mejor es jugar en equipo, aunque con cierta reticencia. Muestra una personalidad mucho más amistosa con sus compañeros.
Su juventud es evidente cuando charla animadamente con sus aliados, y a veces puede escupir cuando le entusiasma compartir ideas.

## Apariencia
Jett es una joven de piel clara y baja estatura, siendo la más pequeña de los agentes de VALORANT antes de la incorporación de Neon. Tiene el pelo blanco, que recoge en un moño en la espalda. Su flequillo es bastante largo y permanece bien sujeto. Sus ojos son de un tono azul, y parece que lleva delineador. La armadura de Jett tiene varios símbolos asociados al viento, como el remolino de la hombrera derecha. Su chaqueta azul sin mangas muestra una representación estilizada del logotipo de Tailwind a través de unas nubes. Los iconos del dorso de los guantes son los mismos que aparecen en el borde de la sudadera con capucha y en la parte inferior de la camiseta. En el cinturón de la cadera derecha lleva un fajín y dos kunai. Los zapatos de Jett tienen un remolino triangular en la parte exterior del tacón y una "V" lisa estampada en el tacón trasero.
Cuando utiliza sus poderes radiantes para manipular el viento, unos remolinos de aire blanco envuelven los brazos de Jett a modo de marcas que pueden verse en el juego y en las cinemáticas. En "Retake", Jett tenía una versión alternativa de su atuendo con mangas largas para poder trabajar en el frío entorno de Icebox, pero actualmente no está disponible en el juego.